# Palazzo Lanfredini

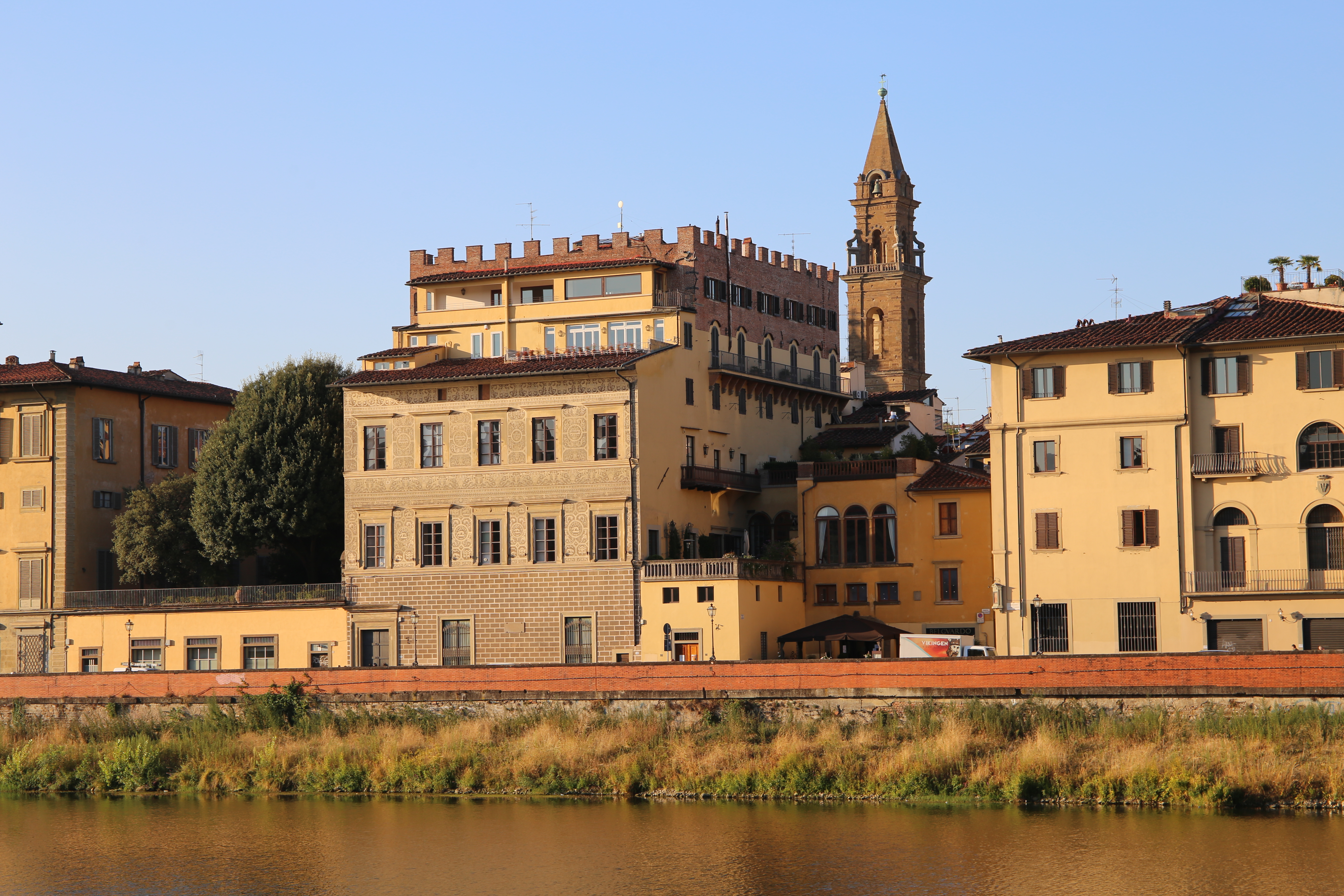
Fachada do Palazzo Lanfredini.

O Palazzo Lanfredini é um palácio de Florença que se encontra no nº 9 do Lungarno Guicciardini.

## História
Os terrenos onde surge o palácio já pertencia à antiga família dos Lanfredini quando Lanfredino Landredini, antigo gonfaloniere de justiça em 1501, esteve entre os organizadores do triunfal acolhimento ao Papa Leão X (o florentino Giovanni de' Medici), em 1515, que em reconhecimento lhe permitiu vangloriar-se do título de cavaleiro.
Vasari descreve nas Vite a encomenda a Baccio d'Agnolo de um novo palácio, edificado sobre um preexistente edifício senhorial da mesma família documentado, pelo menos, desde 1435. Também o patrono teve um papel determinante no planeamento.
Estilisticamente, o palácio retoma outros edifícios construídos pelo mesmo arquitecto, com a escadaria monumental e a loggia suportada por colunas dóricas no primeiro andar que se perfila no pátio central, provavelmente inspiradas na arquitectura romana que o arquitecto tinha visto na sua viagem realizada entre 1510 e 1511. Em 1512 também foi decidida a pavimentação do troço do Lungarno em frente ao palácio.
À morte de Lanfredino a propriedade passou para os seus três filhos - Orsino, Giovanni e Bartolommeo - que  dividiram o edifício em várias parcelas. A família manteve a posse do palácio até à sua extinção, em 1741, com a morte do cardeal Jacopo Lanfredini. A propriedade passou, então, para a irmã do cardeal, Ottavia, que estava casada com um Corboli, confluindo assim para os bens daquela família por mais de um século.
Passado para a família Bernini, foi transformado em hotel e depois passou a uma co-propriedade, na qual também participou Harold Acton, o qual por fim deixou o palácio ao British Institute de Florença. As últimas reestruturações remontam a 1904 e 1938.

## Arquitectura
O palácio actual apresenta três pisos canónicos e um carácter, ao mesmo tempo, faustoso mas sóbrio. A fachada é diferente do estilo típico da época, uma vez que não apresenta os típicos elementos arquitectónicos da arquitectura civil florentina. Duas filas de janelas com arquitrave saliente alinham-se nos pisoss superiores, mas a particularidade é representada pela decoração com esgrafitos, que reproduz um bugnato no piso térreo, enquanto no piso superior tem figuras grotescas e brasões. Vasari atribuiu estas obras e Andrea di Cosimo Feltrini. A inscrição no friso homenageia o Papa Leão X, benfeitor dos Lanfredini.
O piso térreo foi refeito em 1904 e uma vista de Bernardo Bellotto, do século XVIII, mostra como, antigamente, no lugar da vitrine ao lado do portal houve quatro janelas rectangulares.
No interior, pertencem à fase quinhentista o lavatório no átrio de entrada, as decorações dos capitéis das colunas e dos capitéis pênseis das abóbadas.
Na parte traseira do palácio, na Via Santo Spirito, ainda se encontra a antiga Torre dei Lanfredini, a residência original da mesma família.